# Campana (Francia)
Campana (in corso A Campana d'Orezza) è un comune francese di 25 abitanti situato nel dipartimento dell'Alta Corsica nella regione della Corsica. Gli abitanti vengono detti campanesi in lingua corsa; questa denominazione corrisponde anche al nome ufficiale.

## Società

### Evoluzione demografica
Abitanti censiti

### Lingue e dialetti
Nel paese di Campana si parla corso, ovviamente (sempre più raramente), nella variante della pieve di Orezza. Vanno notate alcune particolarità di questa parlata: -prima di tutto, perché si parla di un tratto linguistico molto discusso che tra l'altro non si riscontra solo a Orezza bensì in ampie zone della Corsica Settentrionale, rammentiamo che la -o finale atona si è mantenuta in alcune condizioni, nel caso cioè in cui è direttamente preceduta da -i oppure -e tonica; facciamo alcuni esempi: Dio, Matteo, u meo, eo (pronome personale), u galateo, Bartulumeo...
-un altro tratto particolare è l'esistenza di plurali in -i di sostantivi femminili; sono due le categorie di parole in cui si riscontrano questi plurali; la prima quella più "logica" riguarda i sostantivi di seconda classe: a prigione / e prigioni, a stagione / e stagioni... Si noti che in questo caso si tratta di una regola senza eccezioni; la seconda categoria, invece, riguarda alcuni sostantivi femminili della prima classe che fanno il plurale con la -i; solo l'uso permette di conoscerli e sono abbastanza frequenti; possiamo fare alcuni esempi: a casa / e casi, una volta / duie volti, a scopa / e scopi, a carta / e carti...
-si noti che la parlata d'Orezza ha mantenuto molte strutture, pronunce, espressioni congelate, vocaboli... ereditati dal toscano, talora usati ancora nella loro forma originaria: a scala al di fora, hé di bel tempu, d'aprile hé dolce durmire, pensu é ripensu e nel pensar mi vene, in casa del diavule, cum'é Limpia sullu scogliu, s'hà vulsutu piglià tuttu l'applausu...
-in materia fonologica si può notare una persistenza della -o e della -e abbastanza frequente quando si sposta l'accento tonico: l'orechja/l'orechjoni, u spechju/i spechjetti, l'ocellu/l'ocellucciu...
-la preposizione di quando precede l'articolo determinativo l' raddoppia la pronuncia della -l: a strada di l'omu (pronuncia dill'omu)
-in materia di coniugazioni, i tratti particolari di questa parlata sono:
1°) all'imperfetto, la seconda persona in -e, la quinta in -ete: ESSE: tù ere, voi erete; MANGHJÀ: manghjave, manghjavete; FINÌ: finie, finiete...
2°) lo stesso al congiuntivo presente: chì tù sie, chì vo siete, chì tù manghje, chì vo manghjete, chì tù finische, chì vo finischete...
3°) lo stesso al congiuntivo imperfetto: chì tu fusse, chì vo fussete, chì tù manghjasse/ manghjesse, chì vo manghjassete/manghjessete, chì tù finisse, chì vo finissete
4°) lo stesso al condizionale: sereste, serestete, manghjereste, manghjerestete, finiscereste, finiscerestete...
5°) lo stesso al passato remoto: fuste, fustete, manghjaste, manghjastete, finiste, finistete...
6°) si nota che al congiuntivo presente i verbi in -ì, -e, -è fanno le prime desinenze in -i oppure in -a: ch'o finischi/finisca, ch'o senti/senta...
7°) si nota che al congiuntivo imperfetto i verbi in -à fanno la desinenza in -ess oppure in -ass: ch'o parlassi/parlessi
8°) alcuni verbi hanno diverse forme di congiuntivi: AVÈ: ch'o appii/appia/abbia/aghja/aghji; ESSE:ch'o sia/sippii; FÀ: ch'o facci/faccia/fia
9°) al condizionale esistono forme di desinenza per tutti i verbi; quella più usata a Orezza è quella in -ebb: FÀ: ferebbi, fereste, ferebbe, ferebbimu, ferestete, ferebbenu; molto usata comunque la forma in -ia: feria, fereste, feria, feriamu, ferestete, ferianu; non ci sono differenze lessicali nell'uso dell'una o dell'altra forma.